# Cryptocephalus connexus
Cryptocephalus connexus is een keversoort uit de familie bladkevers (Chrysomelidae). De wetenschappelijke naam van de soort werd in 1807 gepubliceerd door G. A. Olivier.